# Danh sách nhân vật trong Bleach

Một số nhân vật của Bleach trong đồng phục học sinh trung học. Từ trái sang phải: Rukia, Ichigo, Chad (trên), Tatsuki (trước), Uryu, Orihime, Keigo (nền) và Mizuiro.

Anime và manga Bleach có một loạt các nhân vật được tạo ra bởi Kubo Taito. Bleach diễn ra trong một vũ trụ hư cấu, trong đó các nhân vật được chia thành nhiều phe phái và chủng tộc hư cấu với các chủ đề riêng biệt. Tất cả các chủng tộc đều là con người, mà trong thời điểm họ chết, họ đã có thể hay không thể an nghỉ. Linh hồn những người được yên nghỉ sẽ đi đến một nơi gọi là Soul Society là nơi họ sinh sống trong một thời gian dài cho đến khi sống lại trong một cơ thể mới hoặc họ thay vào đó có thể trở thành Shinigami, người chăm sóc các linh hồn.
Bleach minh họa một thiếu niên tên Kurosaki Ichigo là người vô tình được sức mạnh Shinigami từ một Shinigami tên là Kuchiki Rukia trong một giây phút tuyệt vọng. Khi anh làm các nhiệm vụ của một Shinigami thay cô, Ichigo đã chiến đấu chống lại những sinh vật khổng lồ gọi là Hollow vốn là linh hồn của những người không thể nghỉ ngơi trong thanh bình sau khi chết. Trong suốt mùa đầu tiên, một số bạn của anh khám phá ra sức mạnh của riêng họ vốn được đánh thức bằng cách nào đó vì quen biết Ichigo.
Soul Soicety sau đó bắt giữ Rukia vì cô đã phạm luật chuyển giao sức mạnh của mình cho con người. Cuộc phiêu lưu lớn đầu tiên của Ichigo là liên quan đến việc xâm nhập vào Soul Society cùng với bạn bè để tìm cách giải cứu Rukia khỏi án tử hình. Nhiều bí ẩn được phát hiện trong quá trình giải cứu và các nhân vật quan trọng được giới thiệu, bao gồm Sosuke Aizen, một đội trưởng Shinigami nổi loạn đã bỏ đi với sức mạnh lớn, báo hiệu cho tình trạng lộn xộn sắp tới.
Khi tạo ra Bleach, tác giả Kubo tập trung vào thiết kế một số lượng lớn các nhân vật mới và những điều kiện làm cho họ tham gia vào cốt truyện. Ông cũng quyết định tính cách của họ sau khi thiết kế để tất cả các nhân vật mang tính đặc trưng khác nhau. Những nhân vật này nhận được lời khen ngợi và phê bình của từ anime, manga và phương tiện truyền thông khác. Trong khi một số nhận xét xem một số nhân vật ban đầu là theo "khuôn mẫu tương đối" của các nhân vật manga, hầu hết các nhận xét đều nói về các nhân vật là khác biệt.

## Sáng tạo và phát triển
Quá trình sáng tạo của Bleach là tập trung xung quanh thiết kế nhân vật. Khi tạo ra câu chuyện bằng văn bản hoặc gặp những khó khăn khi tạo ra vật liệu mới, Tite Kubo bắt đầu bằng suy nghĩ về nhân vật mới, thường là với số lượng lớn, và đọc lại tập trước của Bleach . Kubo đã nói rằng ông thích tạo ra các nhân vật có vẻ bên ngoài không phù hợp với bản chất thực sự của họ, một yếu tố có thể được tìm thấy trong nhiều nhân vật của Bleach, vì theo ông đó là "thu hút mọi người với vẻ mâu thuẫn", và tìm thấy một "yêu cầu để thu hút mọi người như thế khi tôi làm việc" . Khi tạo nhân vật cho manga, nỗ lực đầu tiên của Kubo là tạo ra các thiết kế và sau đó quyết định cá tính của một nhân vật sẽ là gì, theo những gì ông đã vẽ. Kubo coi mỗi nhân vật sẽ có nét độc đáo riêng và muốn mỗi người trong số họ được phát triển dọc theo loạt . Khi được hỏi về mối quan hệ lãng mạn giữa các nhân vật nhất định, Kubo nói rằng ông "không muốn chuyển xê-ri thành một câu chuyện tình yêu", vì ông nghĩ rằng có nhiều khía cạnh thú vị của tính cách của họ để có thể vẽ ra..
Bleach lần đầu tiên được hình thành từ một mong muốn của Kubo Taito là vẽ shinigami mặc kimono, dẫn đến hình thành cơ sở cho việc thiết kế Shinigami . Một số đặc điểm của họ như phép thuật kido và kiếm zanpakutō cũng dựa vào văn học Nhật Bản . Kuchiki Rukia là nhân vật đầu tiên được Kubo thiết kế, nhưng ông cảm thấy cô phù hợp để làm nhân vật chính, do đó, ông đã tạo ra Kurosaki Ichigo . Các nhân vật khác từ bộ truyện cũng sử dụng ngôn ngữ khác nhau để mô tả các thuật ngữ của họ; sức mạnh của Quincy được lấy từ tiếng Đức, trong khi Hollow và Arrancar sử dụng thuật ngữ Tây Ban Nha vì Kubo tin rằng các ngôn ngữ đó có vẻ "mê hồn" và "dịu êm". Ngoài ra, tên của một số Arrancar được dựa trên các kiến trúc sư và nhà thiết kế nổi tiếng .
Kubo đã trích dẫn những ảnh hưởng đến các yếu tố của Bleach từ các manga khác cho tới âm nhạc, ngoại ngữ, kiến trúc, và phim. Ông quan tâm đến việc vẽ hiện tượng siêu nhiên và quái vật từ Ge Ge Ge no Kitaro của Mizuki Shigeru và Bleach tập trung vào vũ khí và cảnh chiến đấu với cảm hứng từ Saint Seiya của Kurumada Masami, những manga mà Kubo thưởng thức khi còn là một cậu bé . Kubo cũng nhận xét rằng, khi thiết kế nhân vật, một trong những nguồn cảm hứng của ông là bằng cách nhìn vào khuôn mặt của mọi người, một đặc điểm Kubo sử dụng để làm khi ông còn là một đứa trẻ . Một trong những vấn đề lớn nhất của ông trong các bản vẽ manga là một thực tế ông đã phải làm cho một chương với 19 trang chỉ trong 1 tuần. Mặc dù được giúp đỡ bởi 3 trợ lý, ông đã phải tự làm tất cả các hình minh họa và nhân vật quan trọng . Trong việc tạo ra những cảnh chiến đấu, nguồn cảm hứng chính của Kubo là nhạc rock. Trong khi nghe nhạc, ông đã tưởng tượng cuộc chiến đấu với âm nhạc đó và sau đó ông cố gắng tìm thấy những góc tốt nhất để làm ra nó . Ông sau đó cố gắng để vẽ các chấn thương rất là thật để làm cho người đọc cảm nhận được nỗi đau mà nhân vật đang cảm thấy . Kubo đề cập rằng ông đôi khi cảm thấy buồn chán trong khi minh họa các nhân vật và có xu hướng thêm vào một vài câu chuyện cười để làm cho nó hài hước hơn .

## Nhân vật chính

### Kurosaki Ichigo
Kurosaki Ichigo (黒崎 一護 Hắc Khi Nhất Hộ) là nhân vật nam chính của Bleach. Ichigo là một học sinh trung học với mái tóc màu cam, Ichigo trở thành "Shinigami thay thế" sau khi vô tình hấp thụ phần lớn sức mạnh của Kuchiki Rukia . Tính hoài nghi của Ichigo lúc đầu làm cho anh khó xử lý các vụ việc, nhưng thời gian trôi qua, anh bắt đầu chấp nhận và hoan nghênh sức mạnh của Shinigami ngoài ra ichigo còn có thể sử dụng sức mạnh của hollow ( hư linh hóa ) . Khi tạo manga, Kubo nhận xét rằng Kukichi Rukia, nhân vật đầu tiên ông tạo ra không giống một nhân vật chính cho lắm. Và do đó Kubo đã tạo ra Ichigo . 
Trong anime, Ichigo được lồng tiếng bởi Morita Masakazu (Matsuoka Yuki khi còn là một đứa trẻ) trong bản tiếng Nhật và Johnny Yong Bosch (Mona Marshall khi còn là một đứa trẻ) trong bản lồng tiếng Anh .

### Kuchiki Rukia
Kuchiki Rukia (朽木 ルキア Hủ Mộc Lộ Kì Á) là một Shinigami có nhiệm vụ tiêu diệt Hollow ở Thị trấn Karakura của Ichigo và là nhân vật nữ chính (mặc dù vai trò này sau đó được giảm xuống). Mặc dù ngoại hình của cô là của một cô gái tuổi teen, nhưng thực tế tuổi của cô gấp 10 lần so với Ichigo. Vào phần mở đầu của câu chuyện, Sau khi buộc phải chuyển giao sức mạnh cho Ichigo, Rukia bắt đầu cuộc sống của một người bình thường . Cô nhập học tại trường trung học Karakura của Ichigo và sống trong tủ đồ của anh, đồng thời huấn luyện Ichigo trở thành một Shinigami thay thế cho vị trí của mình . Rukia hay đá vào mặt Ichigo và sử dụng nhiều cách thức tương tự, thêm với chút hài hước để "đánh thức anh dậy", theo Orihime dường như Rukia là người duy nhất có thể vực lại tinh thần cho Ichigo, bởi Rukia rất tin tưởng và hiểu Ichigo. Rukia là nhân vật đầu tiên được Kubo tạo ra cho Bleach, thiết kế của cô được ông sử dụng cho tất cả các Shinigami sau này .
Trong anime, Rukia được lồng tiếng bởi Orikasa Fumiko trong bản tiếng Nhật và Michelle Ruff trong bản lồng tiếng Anh.
Theo một số khán giả, dù Ichigo là nhân vật chính và xương sống trong cốt truyện thì dường như Rukia mới là linh hồn của cả câu chuyện.

### Inoue Orihime
Inoue Orihime (井上 織姫 Tỉnh Thượng Chức Cơ) là bạn cùng lớp lâu năm của Kurosaki Ichigo và là bạn thân của Arisawa Tatsuki. Cô có tình cảm đơn phương với Ichigo. Cô là một đứa trẻ mồ côi, vì khi cô được 3 tuổi, người anh trai Sora của cô bỏ nhà ra đi do cha mẹ nưôi ngược đãi Orihime và tự mình nuôi cô. Khi Orihime học tiểu học, Sora đã mất trong một tai nạn . Ban đầu Orihime không có sức mạnh tâm linh, sức mạnh của cô thức tỉnh từ khá sớm trong truyện. Sau này Orihime dần dần phát triển sức mạnh của mình, cô có những khả năng giống như Chúa, có thể bẻ cong thực tại thông qua việc xoá bỏ sự kiện trong quá khứ .
Trong anime, Orihime được lồng tiếng bởi Matsuoka Yuki trong bản tiếng Nhật và Stephanie Sheh trong bản lồng tiếng Anh .

### Sado "Chad" Yasutora
Sado Yasutora (茶渡 泰虎 - Trà Độ Thái Hổ) hay còn gọi là Chad (チャド Chado), là một trong những người bạn của Ichigo ở trường trung học Karakura. Anh mang dòng máu lai Nhật và Mỹ nên to cao hơn các bạn cùng lớp với chiều cao 6,5 feet . Trái với vẻ vẻ ngoài to lớn, anh khá hiền lành. Chad luôn tránh các cuộc chiến trừ khi nó là vì lợi ích của người khác. Chad lúc đầu không có nhận thức về các linh hồn, điều này thay đổi khi anh cố gắng để bảo vệ em gái của Ichigo là Karin và bạn bè. Anh sau đó học cách phát triển khả bọc giáp cánh tay phải của mình và cho phép anh chiến đấu với Hollow. Khi sức mạnh của anh phát triển, Chad được biết mình là Fullbringer và tham gia Xcution để giúp Ichigo lấy lại sức mạnh .
Trong anime, Chad được Yasumoto Hiroki lồng tiếng trong bản tiếng Nhật với Marc Worden (2-85)  và Jamieson Price (86-trở đi)  trong bản lồng tiếng Anh.

### Ishida Uryu
Ishida Uryū (石田 雨竜 Thạch Điền Vũ Long) là một Quincy, hậu duệ của một nhóm những cung thủ săn Hollow và là kẻ thù của Shinigami.. Anh có ác cả rất lớn đối với các Shinigami, kể cả Ichigo, Ishida là nhân vật phản diện đầu tiên trong Bleach . Theo thời gian, quan điểm của anh bắt đầu thay đổi sau khi tiếp xúc với Ichigo. Cuối cùng Ishida trở thành bạn thân của Ichigo và là một đồng minh đáng tin cập, đồng thời là một đối thủ thân thiện . Là một Quincy, Ishida co thể tạo ra những mũi tên và cung từ sức mạnh linh hồn của mình. Những mũi tên là sự hấp thu reshi và kết hợp với Reiryoku tạo thành một tia hoặc các chùm tia. Ngoài ra anh còn có một số siêu sức mạnh và các kỹ năng đặc biệt của Quincy khác .
Trong anime, Uryū được lồng tiếng bởi Sugiyama Noriaki (Honda Takako khi còn là một đứa trẻ) trong bản tiếng Nhật và Derek Stephen Prince trong bản lồng tiếng Anh.

## Phản diện

### Bount
Bounts (バウント bounto) là một nhóm người có khả năng đặc biệt. Họ là nhân vật phản diện chính trong chương Bount và Bount Assault on Soul Society chỉ có trong anime. Bount sống bất tử (được tạo ra trong một tai nạn) do một thí nghiệm khoa học của Soul Society, nơi họ được tạo ra và bắt đầu ăn linh hồn của con người để đạt được nhiều sức mạnh hơn; theo Urahara, Bount được biết đến trong lịch sử như là ma cà rồng. Cũng giống như Shinigami, mỗi Bount có một vũ khí đặc trưng được biến đến như là "búp bê", tương tự như zanpakutō của Shinigami. Giống như zanpakutō, búp bê là hình dạng vật chất sức mạnh của chủ sở hữu. Tuy nhiên, thay vì có các hình dáng của vũ khí như zanpakutō, búp bê của Bount là những sinh vật khi được kích hoạt, mặc dù chúng có xu hướng được sử dụng như vũ khí theo những cách khác nhau như một cây rìu chiến lớn hoặc một con rắn, kiếm và roi. Lãnh đạo của Bount là Kariya Jin, người lên kế hoạch tiêu diệt chính bản thân và tất cả các kết nối tới mình bằng cách xâm lược Soul Society cùng với các Bounts khác và tiêu diệt nó lẫn chính mình. Tuy nhiên, ngoại trừ người bạn Koga Gō (古賀剛 Gō Koga), toàn bộ lực lượng của Kariya hoàn toàn bị tiêu diệt bởi Shinigami trước khi chính ông ta bị giết bởi Kurosaki Ichigo. Việc sử dụng tiếng Đức trong các bài nhạc nền của Bount đã nói lên rằng một vài con búp bê của họ có tên dựa trên các từ tiếng Đức. IGN chỉ trích Bounts chỉ là những "kẻ xấu tệ hại" và bittō (sinh vật giống muỗi mà Bount dùng để thu thập linh hồn) thì "nói thẳng ra thì trong giống như một cái gì đó bước ra từ một bộ phim khoa học viễn tưởng dở tệ", nhưng thừa nhận Bounts là "decent plot devices" để phát triển các nhân vật khác .

#### Kariya Jin
Là lãnh tụ của Bount, Kariya Jin (狩矢 神 Thú Thỉ Thần ) lên kế hoạch để tiêu diệt toàn bộ Soul Society qua thiết bị Jōkaishō đã tạo ra Bounts. Ông ban đầu là Eugene Currier, một cậu bé đã kết bạn với nhà khoa học Soul Society là Rantao trước khi bị buộc phải rời khỏi nhà của mình khi Shinigami được phái đến để giết Bounts. Cuối cùng ông hợp nhất con búp bê Doll Messer vào Rantao, tăng sức mạnh của chính mình và coi sự tồn tại của Bounts là vô nghĩa. Một thế kỷ sau đó, Jin tập hợp tất cả các Bounts mạnh nhất còn lại để làm con cờ trong kế hoạch tiêu diệt không chỉ Soul Society nhưng chính bản thân họ. Bắt cóc Ishida Uryu, Kariya định sử dụng sức mạnh Quincy để tạo ra một cánh cổng đặc biệt cho phép ông và các Bounts tiến vào Soul Society. Ông sau đó giết Bount chống lại mình là Sōma Yoshino và sử dụng linh hồn của cô để tạo ra Bitto nhằm thu thập và chưng cất linh hồn con người để Bounts có thể tăng sức mạnh của họ khi hấp thụ chúng.
Khi bước vào Soul Society, Kariya đánh lừa các cư dân của Kusajishi, quận 79 của Rukongai, để giúp ông trước khi giết chết họ. Trong khi để các Bounts khác chiến đấu với Shinigami, Kariya tìm Jōkaishō và kích hoạt nó. Sau khi bỏ mặc người đồng đội Koga cho đến chết, Kariya phải đối mặt với Rantao và lấn át cô trước khi Uryu xuất hiện. Sau khi giết chết Shinigami trợ giúp mình là Maki, Kariya giao tranh với Ichigo trong một cuộc đấu kiếm. Trước khi biến thành tro bụi khi bị đánh bại, Kariya đề cập đến sự hối tiếc của ông là không thể nhìn thấy Ichigo, người của hai thế giới giống như ông, sẽ chọn để đi theo con đường của chính ông.
Jin được lồng tiếng bởi Okawa Toru trong bản tiếng Nhật và Troy Baker trong bản lồng tiếng Anh.

#### Các Bount khác
- Sōma Yoshino
- Udagawa Ryō
- Kariya Jin
- Hō và Ban
- Gō Koga
- Cain
- Mabashi
- Sawatari
- Ugaki
- Yoshi

### Xcution
Xcution (エクスキューション Ekusukyūshon) là một tổ chức bí mật tại thành phố Naruki và xuất hiện trước Ichigo 17 tháng sau khi anh mất đi sức mạnh Shinigami của mình. Các thành viên của nhóm dưới sự lãnh đạo của Ginjō Kūgo, bao gồm người pha rượu lịch sự Kutsuzawa Giriko, cô gái ám ảnh với sự dễ thương Dokugamine Riruka, Yukio Hansu Foraruruberuna đam mê video game và Jackie Tristan cứng rắn, là những "Fullbringers" có khả năng điều khiển "linh hồn" của vật chất cho một loạt các hiệu ứng khác nhau. Sức mạnh này, Fullbring (完現術（フルブリング） Furuburingu, nghĩa đen "Biểu hiện nghệ thuật cuối cùng") xuất hiện ở những người có mẹ bị tấn công bởi một Hollow trước khi được sinh ra; do vậy các thành viên của Xcution có sức mạnh khá giống Hollow. Cách duy nhất để Fullbringer trở thành người bình thường là chuyển Fullbring thành một con người có sức mạnh của Shinigami. Là phương pháp đã được sử dụng bởi các thành viên cũ, các thành viên Xcution hứa sẽ khôi phục lại sức mạnh của Ichigo nếu anh nhận lại sức mạnh của họ. Thực tế mục tiêu của họ là ăn cắp Fullbring của Ichigo, với tất cả bọn họ nằm dưới tác dụng "Book of The End" của Shūkurō Tsukishima để giảm sự nghi ngờ. Sau khi kế hoạch thành công ở một mức độ nào đó, Ginjō sớm chia sức mạnh của Ichigo cho những người theo mình và các Fullbringer bắt đầu chống lại các Shinigami đến giúp Ichigo. Trong trận chiến, Giriko bị giết bởi [Zaraki Kenpachi], Jackie hy sinh Fullbring của mình để cứu Abarai Renji khỏi Yukio nhưng vẫn sống sót, Yukio bị Hitsugaya Toshiro bắt giữ nhưng được thả đi, Tsukishima bị trọng thương bởi Kuchiki Byakuya, Ginjo bị giết bởi Ichigo và Riruka biến mất trong lúc giao chiến với Kuchiki Rukia nhưng lại xuất hiện từ ngực Rukia để cứu Ichigo khỏi Tsukishima nhưng vẫn sống sót. Sau khi được chữa thương tại cửa hàng Urahara, Riruka dời đi và cảm ơn Ichigo và bạn bè của anh cho tất cả những gì họ đã làm cho mình trước khi bỏ đi.

#### Ginjō Kūgo
Ginjō Kūgo (銀城 空吾) là lãnh đạo của Xcution, sức mạnh Fullbring của ông là Cross of Scaffold có khả năng biến mặt dây chuyền Saltire ông đeo thành một thanh kiếm hai mặt. Trong quá khứ, ông là Shinigami thay thế đầu tiên trước khi ông từ bỏ vị trí và biến mất, tham gia Xcution và sau này trở thành người lãnh đạo. Gặp và kết bạn với Ichigo, Ginjo mời anh gặp Xcution và sau đó đánh lừa Ichigo là họ có thể khôi phục lại sức mạnh của Ichigo nếu anh có thể làm cho họ trở thành con người bình thường. Kết quả là Ginjo khiến Ichigo làm chủ khả năng Fullbring của mình trước khi cuối cùng đánh cắp nó. Khi Ichigo trở thành một Shinigami một lần nữa, Kugo sử dụng năng lượng đã đánh cắp của Ichigo để nâng sức mạnh của mình trước khi phân phối nó cho các Xcution khác trước khi đi chống lại cả Ichigo và Uryu. Sau khi thất bại trong việc thuyết phục Ichigo chống lại Soul Society, Ginjou buộc phải kích hoạt Bankai của mình để chống lại Ichigo. Tuy nhiên, Ichigo mạnh hơn và giết Ginjo. Sau trận chiến, Ichigo yêu cầu mong muốn chôn xác của Ginjo ở thế giới con người trên cơ sở rằng ông, giống như Ichigo, là một "Shinigami thay thế" và được chấp thuận. Sau cuộc xâm lược của Vandenreich vào Soul Society, Kugo được nhìn thấy là đang cùng Tsukishima và Giriko huấn luyện với Shiba Ganju và Kūkaku tại Soul Society. Trong anime, Ginjo được lồng tiếng bởi Tochi Hiroki.

#### Tsukishima Shūkurō
Tsukishima Shūkurō (月島 秀九郎) là cựu lãnh đạo của Xcution và đồng phạm của Kugo. Sức mạnh Fullbring của anh là Book of the End, một cuốn sách đánh dấu có thể biến đổi thành một thanh katana với 2 khả năng: cắt mọi khứ và chèn/loại bỏ những kỷ ức giả. Sử dụng Fullbring của mình như là một phần trong kế hoạch của Ginjo, Tsukishima viết lại ký ức những đồng minh của mình theo quan điểm cho rằng anh phát hiện ra phương tiện cho cácFullbringer trở thành người bình thường nhưng lại đột nhiên cản trở nỗ lực của Xcution trong việc tìm một Shinigami. Cũng theo Ginjou giải thích, khả năng của Book of the End chỉ có hiệu lực chừng nào Tsukishima vẫn còn sống.
Trong lúc Ginjo bất ngờ tấn công Uryū, Tsukishima thay đổi ký ức của Orihime trước khi Yukio can thiệp và Tsukishima bỏ đi. Sau Ichigo hoàn thành Fullbring, Tsukishima đối mặt với Ichigo tại nhà của Kurosaki và tiết lộ rằng anh đã thay đổi ký ức của Yuzu, Karin, Tatsuki, Keigo, Mizuiro, Ikumi và tất cả các thành viên của Xcution trừ Kūgo để giả vờ làm một người họ hàng của gia đình Kurosaki. Khi Ichigo đối mặt với Tsukishima tại dinh thự của anh ta, Chad và Orihime được tiết lộ là cũng nằm dưới tầm ảnh hưởng của Tsukishima họ tấn công Ichigo. Nhưng một khi Uryū tiết lộ Ginjo là kẻ chủ mưu thật sự và sức mạnh Shinigami của Ichigo được khôi phục lại, Tsukishima khiến Chad và Orihime rơi vào trạng thái hoang mang cho đến khi họ được giải cứu bởi Isshin và Urahara. Tsukishima sau đó giao chiến với Byakuya và bị thương nặng. Sau khi Ginjo bị đánh bại, Tsukishima cố gắng giết Ichigo nhưng bị cản lại bởi Riruka và được Moe đến mang đi. Tsukishima sau đó chết vì vết thương của mình khi Ichigo đề cập rằng gia đình và bạn bè của anh đã trở lại bình thường. Sau cuộc xâm lược của Vandenreich vào Soul Society, Tsukishima được nhìn thấy là đang cùng Ginjo và Giriko huấn luyện với Shiba Ganju và Kūkaku tại Soul Society.
Trong anime, Tsukishima được lồng tiếng bởi Ono Daisuke.

#### Shishigawara Moe
Shishigawara Moe (獅子河原 萌笑) là một Fullbringer làm việc cho Tsukishima. Fullbring của cậu tăng vận may của mình bằng cách sử dụng vũ khí đeo tay được khắc bốn số 7. Trong giao chiến nếu cậu đánh trúng đối thủ thì độ tổn thương cao hơn bình thường nhưng niếu tiếp tục sử dụng và độ may mắn của đối thủ càng cao, khả năng này suy yếu đi. Trong kết thúc của câu chuyện Fullbring, anh rời khỏi khu vực và mang Tsukishima trên lưng. Tsukishima sau đó chết, khiến tình trạng của Moe hiện là chưa rõ. Trong anime, Moe được lồng tiếng bởi Yoshino Hiroyuki.

#### Yukio Hansu Foraruruberuna
Yukio Hansu Foraruruberuna (雪绪･ハンス･フォラルルベルナ) là thành viên trẻ nhất của Xcution. Fullbring của Yukio là đưa người khác vào một chiều không gian được điều khiển bởi giao diện điều khiển video game của cậu. Cậu toàn quyền kiểm soát tất cả mọi thứ xảy ra trong chiều không gian miễn là giao diện điều khiển vẫn có đủ năng lượng. Sau khi sức mạnh này được nâng cấp bởi Fullbring bị đánh cắp của Ichigo, cậu có thể sử dụng nó bên ngoài chiều không gian.
Sinh ra trong một gia đình giàu có, Yukio bị quên lãng bởi cha mẹ và niềm an ủi duy nhất của Yukio là Fullbring của cậu. Cuối cùng, Yukio ăn cắp tiền của cha mẹ mình và bỏ đi, dẫn đến việc họ tự tử. Khi Ichigo được đào tạo sử dụng Fullbring, Yukio sử dụng Fullbring của mình để cung cấp cho Ichigo và Ginjo một nơi để thực hành. Khi Xcution đánh cắp sức mạnh Fullbring của Ichigo, Yukio cách ly từng người trong các "phòng chát" khác nhau. Bản thân cậu đối mặt với Hitsugaya Toshiro và bị đánh bại. Sau khi được thả đi cậu sau gặp lại Jackie Tristan, người mà cậu cho là đã chết trong cuộc chiến với Abarai Renji. Yukio nói với Jackie là cậu có kế hoạch cải thiện lại công ty của cha mình và cuối cùng thuê các thành viên Xcution sống sót, biết rằng họ sẽ bị lạc mà không có mình giúp đỡ.
Trong anime, Yukio được lồng tiếng bởi Ichiki Mitsuhiro.

#### Kutsuzawa Giriko
Kutsuzawa Giriko (沓澤ギリコ) là một Fullbringer có khả năng gọi là Time Tells No Lies, cho phép ông áp đặt "thời gian" vào người hoặc vật được chọn. Những "thời gian" này được liên kết với điều kiện cụ thể mà Giriko thiết lập nhưng một khi điều đó xảy ra, thậm chí ngay cả Giriko cũng không thể tắt nó đi. Nếu chủ thể không đạt được các điều kiện thì sẽ chết. Sau khi Xcution đánh cắp sức mạnh Fullbring của Ichigo, Giriko tấn công Zaraki Kenpachi nhưng nhanh chóng bị giết. Sau cuộc xâm lược của Vandenreich vào Soul Society, Grikiko được nhìn thấy là cùng với Ginjo và Tsukishima huấn luyện với Shiba Ganju và Kūkaku tại Soul Society.
Trong anime, Giriko được lồng tiếng bởi Ono Atsushi.

#### Jackie Tristan
Jackie Tristan (ジャッキー・トリスタン Jākī Torisutan) là một Fullbringer có khả năng gọi là Dirty Boots. Bất cứ khi nào ủng của cô bị bẩn, thể chất của cô sẽ mạnh hơn. Cô giao chiến với Abarai Renji sau khi ăn cắp Fullbring của Ichigo và dễ dàng bị đánh bại. Mặc dù Renji cố gắng để đưa cả hai ra khỏi Fullbring của Yukio, Jackie dường như tự hủy để cứu mạng sống Rẹni. Cô sống sót sau khi cuộc chiến đã kết thúc nhưng lại mất tất cả khả năng của mình. Cô nói với Yukio rằng mặc dù cô không thích sức mạnh của mình kể từ khi lần đầu tiên cô có được chúng, cô bây giờ cảm thấy tồi tệ hơn khi chúng đã mất hết. Yukio nói với cô rằng một khi công ty của cậu được mở rộng thì sẽ thuê cô và các thành viên Xcution còn lại khác. Trong anime, Jackie được lồng tiếng bởi Yuya Atsuko.

#### Dokugamine Riruka
Dokugamine Riruka (毒ヶ峰 リルカ Riruka Dokugamine) là một Fullbringer có khả năng gọi là Dollhouse. Fullbring của cô cho cô khả năng tự do di chuyển người và vật vào hoặc ra khỏi bất cứ thứ gì mà cô ngưỡng mộ hoặc thấy dễ thương. Riruka đề cập đến điều này như là một khả năng của "tình yêu", cho phép cô rút ra công suất tối đa của bất cứ điều gì cô thấy thích. Để kích hoạt chúng, cô chỉ đơn giản là để hắt hơi vào chúng.
Khi cô lần đầu tiên nhìn thấy Ichigo, cô ngay lập tức bị anh thu hút. Sau đó cô sử dụng sức mạnh của mình để cung cấp cho Ichigo một căn phòng để tập Fullbring. Trong thời gian đó, cô kết bạn với Orihime. Khi Fullbring của Ichigo bị mất cắp bởi Xcution, cô ban đầu phản đối việc này và không muốn chúng. Mặc dù vậy, cô vẫn giao chiến với Rukia và chèn mình vào Rukia. Khi Tsukishima tấn công Ichigo để trả thù cho Kugo, Riruka nhảy ra khỏi ngực Rukia và đỡ cho anh. Sau khi thức dậy trong các cửa hàng Urahara, cô thấy nhẹ nhõm khi thấy rằng tác động từ Fullbring của Tsukishima trên Orihime đã biến mất. Sau đó cô bỏ đi mà không nói cho bất cứ ai và cảm ơn nhóm của Ichigo về tất cả mọi thứ trước khi rời khỏi Karakura.
Trong anime, Riruka được lồng tiếng bởi Toyoguchi Megumi.

### Hollow
Hollow là một dạng của các linh hồn vốn là kẻ thù trong Bleach . Chúng trước đây là linh hồn của con người nhưng không được gửi đến Soul Society sau khi chết và qua thời gian họ trở nên thèm khát linh hồn con người. Đặc điểm chính của chúng là mặt nạ màu trắng che đậy hoàn toàn khuôn mặt và một lỗ gần trái tim. Arrancar, một dạng mạnh mẽ hơn của Hollow có dạng hình người và sức mạnh của Shinigami, trở thành các nhân vật đối kháng chính sau này. Bên cạnh việc có một cơ thể con người, một phần mặt nạ của họ bị vỡ để lộ một phần của khuôn mặt. Lỗ của họ không còn bị giới hạn là nằm gần trái tim và có thể nằm ở bất cứ nơi nào trên cơ thể của họ, bao gồm cả phần đầu .

#### Arrancar
Espada 1: Starrk
Espada 2: Baraggan Louisenbairn
Baraggan Louisenbairn (バラガン・ルイゼンバーン, Baragan Ruizenbān ?) là thanh kiếm thứ hai của quân đội Aizen, người trước đây là hoàng đế thế giới rỗng.
Espada 3:Tier Harribel
Espada 4: Ulquiorra Cifer
Ulquiorra Cifer (ウルキオラ・シファー, Urukiora Shifā), trong một vài bản romanji là Ulquiorra Schiffer, là cuatro (4) Espada thứ tư trong đội quân Arrancar của Aizen.
Espada 5: Nnoitra Gilga
Espada 6: Grimmjow Jaeguerjaquez & Luppi Antenor
Grimmjow Jaegerjaquez (グ リ ム ジ ョ ー ジ ャ ガ ー ジ ャ Gur, Gurimujō Jagājakku?), V, là một trong những Thanh kiếm trước đây được tuyển dụng bởi S chiị ns
Espada 7: Zommari Rureaux
Espada 8: Szayelaporro Granz
Espada 9: Aaoniero Arruruerie
Aaroniero Arruruerie (アーロニーロ・アルルエリ,Āronīro Arurueri) là một Arrancar trong quân đội của Sōsuke Aizen và là Espada thứ 9.
Espada 0/10: Yammy Llargo
Yammy Riyalgo (ヤ ミ ー ・ リ ヤ ル ゴ, Yamī Riyarugo) là một Arrancar trong Quân đội của Sōsuke Aizen và hiện tại là Zero Sword

### Wandenreich
Wandenreich (見えざる帝国（ヴァンデンライヒ） Vandenraihi, "Đế chế Vô hình") là một nhóm các Quincy do Yhwach lãnh đạo. Vandenreich là nhóm nhân vật phản diện chính trong phân truyện cuối cùng của Bleach, "Nghì năm huyết chiến". Vandenreich được thành lập bởi những người sống sót của cuộc thảm sát Quincy nhiều thế kỷ trước, Wandenreich chuẩn bị việc trả thù Shinigami sau khi có đủ sức mạnh để làm như vậy. Sau khi Aizen bị đánh bại, Wandenreich xâm chiếm Hueco Mundo, bắt giam Hoàng đế đương nhiệm, Tier Harribel. Rất nhiều nhiều Arrancar đã bị bắt để làm quân tiên phong và lính bộ binh. Wandenreich  chia làm nhiều đơn vị, các thành viên được phân cấp bậc từ cao đến thấp theo bảng chữ cái Latinh. Jagdarmee (狩猟部隊（ヤークトアルメー） Yākutoarumē, tiếng Đức nghĩa là "đội quân săn lùng") là đơn vị quân đóng ở Hueco Mundo, nhiệm vụ chính là săn lùng các Arrancars. Opie Quilge là một trong nhiều chỉ huy của đơn vị này. Stern Ritter (星十字騎士団（シュテルンリッター） Shuterunrittā, tiếng Đức nghĩa là "Star Knights") là một lực lượng gồm các Quincy tinh nhuệ, mục tiêu chính là xâm lược Soul Society.

#### A: Yhwach
Yhwach (ユーハバッハ Yūhabahha) là lãnh đạo của Vandenreich, ông được biết đến là "Cha của các Quincy". Yhwach là người mà Yamamoto không giết được vào một thiên niên kỷ trước. Mười tháng sau khi Aizen bị đánh bại, Yhwach chỉ huy Wandenreich tấn công Hueco Mundo, rồi đánh bại và giam cầm người đứng đầu Tier Harribel. Yhwach rất căm ghét các Hollow, tuy ông sử dụng các Arrancars làm lính bộ binh cho Vandenreich, nhưng ông chỉ coi họ là các công cụ để xâm chiếm Soul Society. Yhawch đã giết hai Arrancar ngay sau khi họ hoàn thành mục đích của ông. Biết được việc Quilge có thể cầm chân được Ichigo, Yhwach quyết định cùng Stern Ritter xâm lược Soul Society. Trong cuộc tấn công, Yhwach đã bí mật xâm nhập vào trụ sở của Đội 1 để gặp Aizen, trong khi cho Royd Lloyd đóng giả mình. Sau khi Royd bị đánh bại, Yhwach xuất hiện, đánh cắp Bankai đồng thời hạ sát Yamamoto rồi phá hủy xác của ông. Yhwach sau đó đối mặt với Kurosaki Ichigo và có một trận chiến ngắn với anh trước khi bỏ đi.

#### B: Jugram Haschwalth
Jugram Haschwalth (ユーグラム・ハッシュヴァルト ūguramu Hasshuvaruto) là cánh tay phải của Yhwach và là người phụ trách các Stern Ritter. Anh cùng với các Wandenreich được phái đi để gửi thông điệp tuyên chiến cho Soul Socitey. Sau đó Haschwaldth và Stern Ritter đi cùng Yhwach để tiêu diệt Soul Society. Anh giết chết ghế 6 của Đội 13 là Kajomaru Hidetomo trước các Shinigami khác sau khi phá vỡ quyết tâm của đối phương. Ít lâu sau đó, Haschwalth đã đi cùng với Royd Lloyd (Stern Ritter đóng giả Yhwach) để hỗ trợ Yhwach trong kế hoạch ăn cắp Bankai của Yamamoto, và chứng kiến việc Zaraki Kenpachi bị đánh bại. Sau cái chết của Yamamoto, Haschwalth ra lệnh cho các Stern Ritter san bằng Soul Society trước khi Ichigo đến. Haschwald coi Yhwach chiến đấu với Ichigo trước khi gọi ông ta trở lại Hueco Mundo và làm gãy Bankai của Ichigo.

#### E: Bambietta Basterbine
Bambietta Basterbine (バンビエッタ・バスターバイン, Banbietta Basutābain ?) là một Quincy xếp hạng với chữ E cho Explode

#### J: Quilge Opie
Quilge Opie (キルゲ・オピー Kiruge Opī) là chỉ huy của đội Jagdarmee, được giao ký hiệu "J" cho nhà tù do các nhà tù hoàn hảo của mình. Ông được Yhwach phân công việc bắt Arrancars để sử dụng như là lính tiên phong trong cuộc chiến chống Soul Society, không khoan dung cho sự bất tuân và hành động một cách dã man nếu bị xúc phạm. Sau khi dễ dàng đánh bại Loly và Menoly cũng như Fracción của Harribel, ông đối mặt với Ichigo và bạn bè của anh. Được Yhwach ra lệnh cầm chân Ichigo trong khi Stern Ritter xâm lược Soul Society, Quilge, ngay cả khi kích hoạt hình thức cuối cùng và hấp thụ Ayon vẫn không thể theo kịp chuyển động của Ichigo. Bị chế giễu bởi Ichigo, Quilge cố gắng phản công và bị bắn từ sau lưng bởi Urahara. Tuy nhiên, Quilge sử dụng Ransotengai và bắn Urahara, cũng như trọng thương Yasutora Sado và Inoue Orihime và giam Ichigo trong một cái lồng dường như không thể thoát qua. Trước khi có thể giết những người khác thì Quilge bị cắt làm đôi bởi một kẻ tấn công bí ẩn.

#### O: Driscoll Berci
Driscoll Berci (ドリスコール・ベルチ Dorisukōru Beruchi) là một Quincy xếp hạng với chữ O cho Overkill và là một trong những người đã sát hại Chojiro và đánh cắp bankai Koko Gonryo Rikyu của ông. Hắn đánh bại Shuhei Hisagi khá dễ dàng trước khi đối mặt với Yamamoto. Driscoll cố gắng dùng bankai của Chojiro để giết Yamamoto, nhưng thất bại. Hắn bị ngọn lửa của Yamamoto đốt đến tận xương.

#### Q: Berenice Gabrielli
Berenice Gabrielli (ベレニケ・ガブリエリ Berenike Gaburieri) là Quincy nữ xếp hạng Q, "The Question" và chống lại Zaraki Kenpachi cùng với Jerome Guizbatt và Loyd Lyold. Kenpachi giải thích rằng cô là một phụ nữ rất kiêu ngạo giải thích sức mạnh của mình để có chiều dài lớn, mặc dù Kenpachi thừa nhận rằng ông không nghe thấy gì do khả năng gây ồn của Jerome. Bực mình, Kenpachi giết chết Berenice bằng cách cắt cổ họng.

#### S: Mask De Masculine
Gremmy Thoumeaux (グレミィ・トゥミュー, Guremii Tumyū ?) là một Quincy xếp hạng với chữ V cho Visionary

#### Y: Loyd và Royd Lloyd
Loyd Lloyd ("Lの"ロイド・ロイド Roido Roido) và Royd Lloyd ("Rの"ロイド・ロイド Roido Roido) là hai Quincy song sinh đầu trọc và có con mắt thứ 3 trên trán. Hình dáng bề ngoài của họ là kết quả của khả năng bắt chước người khác như là họ đã tiềm thức sử dụng nó vào nhau trước khi được sinh ra. Cả hai tham gia Vandenreich và xếp hạng Y, "Yourself". Tuy nhiên, trong khi cả hai có thể giả định các hình dạng của những người khác, chỉ Loyd có thể tái tạo sức mạnh và kỹ thuật trong khi Royd sao chép ký ức và tính cách.
Trong cuộc tấn công vào Soul Society, Loyd chết khi chống lại Zaraki Kenpachi trong khi Royd biến thành Yhwachvà đánh bại Kenpachi trước khi đánh lạc hướng Yamamoto để Yhwachgặp Aizen. Sau khi bị thương nặng khi hoàn thành vai trò của mình trong việc làm suy yếu Yamamot cho anh ta, Yhwach giết Royd.
Z: Giselle Gewelle
Giselle Gewelle (ジゼル・ジュエル, Jizeru · Jueru ?) là một Quincy xếp hạng với chữ Z cho Zombie. Anh ta là một Quincy chuyển giới, ban đầu được cho là một cô gái nhưng được tiết lộ là đàn ông, khiến anh ta trở thành nhân vật chuyển giới đầu tiên trong truyện

## Nhân vật phụ

### Shinigami
Shinigami là người bảo vệ các linh hồn, cho phép cho họ tiến vào Soul Society và bảo vệ họ khỏi Hollow. Nhiều nhân vật chính của Bleach là tử thần, bất kể đó là trong nghề nghiệp, xuất xứ, hoặc khả năng. Mỗi Shinigami sở hữu một zanpakutō, một thanh kiếm có công dụng như là một vũ khí thể hiện sức mạnh tâm linh của chủ sở hữu. Mỗi zanpakutō lại có cá tính riêng của nó, có lúc mâu thuẫn với chủ sở hữu . Mặc dù tử thần chiếm số lượng lớn các nhân vật trong Soul Society được giới thiệu trong Bleach, một số lượng lớn linh hồn vẫn còn sống ở các vùng ngoại ô của nó 
Con người đặc trưng trong Bleach là cư dân của nước Nhật hiện đại và hầu hết đều không thể tương tác với các linh hồn. Trong trường hợp hiếm có con người được sinh ra với khả năng nói và tương tác với linh hồn, với mức độ tương tác ngày càng tăng theo thời gian. Nhiều con người được giới thiệu trong Bleach chỉ có thể nhận biết các linh hồn thông qua sự tương tác của họ với nhân vật chính Kurosaki Ichigo (ngoài Ishida Uryu, Yastruda Sado, Inoue Orihime và Kanonji Don) cũng như bạn bè và bạn học cũ của anh ở Trường trung học Karakura .

### Cửa hàng Urahara
Cửa hàng Urahara (浦原商店 Urahara Shōten) là một cửa hàng bách hóa chủ yếu bán đồ ăn nhẹ và đồ dùng gia đình cỡ nhỏ. Nó cũng phục vụ cho những người có nhận thức về tâm linh, cung cấp cho họ với các hàng hóa được mua lại từ Soul Society. Ba trong số các nhân viên của cửa hàng (chủ tiệm Kisuke Urahara, Shihōin Yoruichi và Tsukabishi Tessai) là các Shinigami cấp cao đã từ bỏ nghĩa vụ ở Soul Society .

#### Urahara Kisuke
Urahara Kisuke (浦原 喜助 Phố Nguyên Hỉ Trợ) là chủ sở hữu của cửa hàng Urahara. Ông mặc quần áo truyền thống của Nhật Bản với dép gỗ và mũ xô, mang đến cho ông biệt danh "Ngài. Mũ-và-Nón" (ゲタ帽子 geta-bōshi). Urahara thường khá thoải mái và có một thái độ vui vẻ nếu không phải là hài hước, thường có xu hướng làm mất khách hàng . Ông hay rời cửa hàng và không sử dụng nó trong thời gian dài trong khi đang huấn luyện nhân vật chính Kurosaki Ichigo và bạn bè của anh trong một tầng hầm được thiết kế giống như hang động . Mặc cho nguyên tắc làm việc và nhân cách kỳ lạ của mình, Urahara rất nghiêm túc khi cần thiết. Khi lần đầu tiên được giới thiệu Urahara khá là bí ẩn, hiểu biết tất cả các đối tượng liên quan đến tâm linh và hướng dẫn cho Ichigo. Khi câu truyện tiếp diễn đã tiết lộ rằng ông từng là đội trưởng của Đội 12, trước đó nắm vị trí thứ 3 trong Đội 2, theo Yoruichi khoảng một thế kỷ trước khi Bleach bắt đầu. Ông bắt quả tang Sosuke Aizen trong hành vi chuyển đổi một số Shinigami thành Visoreds. Trước khi ông có thời gian để cứu và biến họ lại thành Shinigami, Aizen đổ tội cho ông và Urahara phải trốn sang thế giới con người.
Urahara là một nhà phân tích rất trí tuệ, với khả năng phân tích những điểm yếu và các phương thức tấn công của đối thủ một cách dễ dàng, một chất lượng mà ông truyền cho Ichigo trong quá trình đào tạo của họ với nhau. Là một cựu đội trưởng, ông cũng rất chuyên nghiệp trong việc sử dụng kido cao cấp và sử dụng một phong cách chiến thuật của chiến đấu rất sâu sắc. Ông cũng là một nhà phát minh đầy khao khát và trong khi vẫn còn là một Shinigami, ông đã tạo ra một số vật dụng mà đi ngược lại các chỉ tiêu của Soul Society. Nổi bật nhất trong số này là Hōgyoku (崩玉 nghĩa là. "mặt cầu phá vỡ"), một thiết bị mà trước đây được cho là có thể kết hợp Shinigami với Hollow, nhưng được tiết lộ bởi Aizen là có sức mạnh để làm hiện thực hóa những điều mong ước trong trái tim của những người xung quanh. Lo sợ sức mạnh tiềm năng của nó có thể cung cấp cho một ai đó, Urahara đã cố gắng và thất bại trong việc phá hủy quả cầu, khiến nó rơi vào tay Aizen . Zanpakutō của ông là một shikomizue tên Benihime (紅姫 Hồng Cơ, "công chúa đỏ thẫm"). Kích hoạt với lệnh {{nihongo|Thức tỉnh|起きろ|okiro]], nó có 3 khả năng đặc biệt được biết đến: tạo ra một "lá chắn sương máu" có khả năng ngăn chặn hầu hết các cuộc tấn công, một vụ nổ năng lượng màu đỏ thẫm tương tự như cero của Hollow  và một vụ nổ kết hợp năng lượng ổn định với một mạng lưới. Bankai của Benihime vẫn chưa được tiết lộ, nhưng khi được yêu cầu sử dụng bankai để giúp đào tạo Sado, Urahara nói rằng bankai của ông là không phù hợp cho một mục đích như vậy . Aizen đã nhận xét về khả năng của Urahara, gọi ông là người duy nhất có trí tuệ vượt qua ngay chính cả Aizen . Ông hỗ trợ Soul Society trong trận chiến của họ chống lại Aizen bằng cách tạo một thị trấn Karakura giả để chiến đấu trong khi thị trấn thật và cư dân của nó được tạm thời sơ tán đến Soul Society. Sau đó ông giao chiến với Aizen, lúc đầu bị đánh bại, nhưng trở lại cuộc chiến đúng lúc để chứng kiến Aizen bị phong ấn bởi kido mới được ông phát triển sau khi Hōgyoku từ chối Aizen là chủ của nó.
Trong anime, Urahara được lồng tiếng bởi Miki Shin'ichiro trong bản tiếng Nhật và Michael Lindsay trong bản lồng tiếng Anh .
Kubo đã nhận xét về Urahara, nói rằng ông được dựa trên Snufkin, người mà Kubo nghĩ là rất tuyệt vời .

#### Shihoin Yoruichi
Shihouin Yoruichi (四楓院 夜一 Tứ Phong Viện Dạ Nhất) là một người bạn cũ của chủ sở hữu |Kisuke Urahara và vì vậy sử dụng cửa hàng như là nơi cư trú khi cô không phải ở bên ngoài . Cô có thân hình thanh mảnh và màu da nâu sẫm với mái tóc màu tím đậm. Cô có thể biến thành một con mèo đen và có thể biến lại thành con người theo ý muốn (cô hay trêu chọc Kurosaki Ichigo khi cô biến lại thành người trong trạng khái khỏa thân trước mặt anh). Hình dạng con mèo của cô có giọng nói trầm, dẫn đến nhiều nhân vật ban đầu tin rằng cô là nam giới và do đó gọi là "Ngài Yoruichi". Yoruichi là rất dễ dãi và cô khẳng định rằng Soi Fon không cần sử dụng lễ nghi khi nói chuyện với cô . Cô có xu hướng tránh chiến đấu và sẽ không nghênh chiến với kẻ thù trừ khi đồng minh của cô sẽ thua nếu không có sự can thiệp. Khi lần đầu tiên giới thiệu, cô giúp Ichigo và bạn bè của anh thâm nhập vào Soul Society . Khi câu chuyện tiếp diễn, Yoruichi được tiết lộ là cựu đội trưởng của Đội 2, người đứng đầu gia tộc Shihōin cao quý và Tổng tư lệnh của Stealth Forces. Vì vậy, cô rất am hiểu về lịch sử của Soul Society do nền tảng là người đứng đầu của một trong 4 gia đình quý tộc có thứ hạng cao nhất. Một dẫn nguồn từ Kisuke Urahara khi ông giải thích cho Sarugaki Hiyori, là bất kỳ đội trưởng nào trong Gotei 13 có Stealth Forces nằm dưới sự điều khiển của họ (thường là Đội 2), sẽ là một lực lượng quân sự ghê gớm trong Soul Society. Một thế kỷ trước khi Bleach bắt đầu, cô từ bỏ tất cả địa vị của mình để giúp đỡ Urahara, Tsukabishi Tessai và các Visoreds trốn đến thế giới con người. Tác giả Tite Kubo coi Yoruichi là một trong hai nhân vật nữ được yêu thích trong Bleach (cùng với Matsumoto Rangiku), viện dẫn rằng ông "có rất nhiều niềm vui khi vẽ và viết câu chuyện về cô ấy." 
Yoruichi chắc chắn là vẫn giữ vị trí cũ của mình như là một đội trưởng và Tổng tư lệnh của đội ẩn mật cơ động do sức mạnh của cô trong Bleach bao gồm cả khi cô làm bất động Espada Yammy Riyalgo bằng tay không. Trong khi cô có tay nghề cao trong tất cả các chiến thuật chiến đấu của Shinigami, Yoruichi luôn luôn được trình bày trong Bleach này là rất mạnh trong chiến đấu bằng tay, và sử dụng thuấn bộ (瞬歩 shunpo), một khả năng di chuyển tốc độ cao . Trong khi khả năng này không phải là độc đáo và khá là phổ biến cho bất kỳ Shinigami, tốc độ chuyển động của cô là gần như chưa từng có ai theo kịp và do đó cô được biết đến với tên gọi tốc thánh (瞬神 shunshin,  English Anime: "Flash Master"). Ngay cả một thế kỷ sau đó, Kuchiki Byakuya vẫn không thể vượt qua được tốc độ của cô. Yoruichi cũng có tay nghề cao trong "Flash Cry" (瞬閧 shunkō), một kỹ thuật chiến đấu tiên tiến kết hợp bàn tay để chiến đấu và khả năng kido. Việc sử dụng shunko cho phép người dùng có thể dùng tay không để ngăn chặn vũ khí của đối phương mà không bị thương . Cô không bao giờ được nhìn thấy là cầm zanpakutō trong cốt truyện hiện nay, mặc dù được thể hiện là mang theo một kodachi trong hồi tưởng; cô cũng sử dụng găng tay sắt và giáp chân trong cuộc chiến chống lại Aizen, mặc dù chúng bị phá hủy trong tiến trình .
Trong anime, Yoruichi được lồng tiếng bởi Yukino Satsuki trong bản tiếng Nhật và Wendee Lee trong bản lồng tiếng Anh, trong khi hình dạng mèo được lồng tiếng bởi Saitō Shirō trong bản tiếng Nhật và Terrence Stone trong bản lồng tiếng Anh.

#### Tsukabishi Tessai
Tsukabishi Tessai (握菱 テッサイ) là trợ lý của Urahara trong cả việc kinh doanh và các vấn đề khác. Ông là một người đàn ông có cơ bắp lớn với một bộ ria mép dày và là người luôn luôn được nhìn thấy là mặc tạp dề. Ông được hiển thị là có sức mạnh thể chất tuyệt vời, thể hiện bởi khả năng đấm vỡ mặt nạ Hollow với một chưởng . Turn Back the Pendulum tiết lộ rằng ông là đội trưởng của Kidō Corps trong Soul Society. Do đó, Tessai là rất thành thạo trong việc sử dụng kidō, thể hiện trong việc ông sử dụng thuật trói cấp 99, có thể nói là cấp cao nhất trong kidō. Ông đã không được hiển thị là cầm zanpakutō nhưng được cho thấy là mang khakkhara trong thời gian ở Soul Society. Do sử dụng phép kido bị cấm (Dừng Thời gian) trong việc hỗ trợ Urahara Kisuke để giúp đỡ các Visoreds, Tessai đã bị kết án phạt tù bởi Trung ương 46 và bị buộc phải chạy trốn đến thế giới con người .

Tsukabishi Tessai

Trong anime, Tessai được lồng tiếng bởi Yanada Kiyoyuki trong bản tiếng Nhật và Michael Sorich trong bản lồng tiếng Anh .

#### Hanakari Jinta
Hanakari Jinta (花刈 ジン太) là một cậu bé tóc đỏ có nhiệm vụ làm việc trong cửa tiệm như là quét dọn nhưng thay vào đó lại bắt Ururu làm hết những công việc đó . Mặc dù hay bắt nạt Ururu nhưng cậu cũng rất quan tâm đến cô bé, thể hiện khi cậu cố gắng chữa trị cho Ururu khi cô bị thương bởi Arrancar Ilfort Grantz . Mặc dù cậu có nhiều hiểu biết hơn người ta có thể mong đợi được từ một cậu bé, Jinta vẫn còn khá trẻ con, gọi Abarai Renji là "moocher" (居候 isōrō) và thích trêu chọc, nhổ nước bọt và chảy nước dãi lên Ichigo khi Dây xích của Số phận của anh bị cắt đứt và Ichigo sắp trở thành một Hollow trong trạng thái bất lực . Cậu có vẻ như rất có cảm tình với Kurosaki Yuzu, thường gọi cô là "Nữ Thần" và coi những gì Yuzu tặng cho mình là quý giá. Vũ khí chính của cậu là một là một thanh sắt quá cỡ, tương tự như một Tetsubo, mà cậu có thể sử dụng để tấn công .
Trong anime, Jinta được lồng tiếng bởi Honda Takako trong bản tiếng Nhật và Cindy Robinson trong bản lồng tiếng Anh.

#### Tsumugiya Ururu
Tsumugiya Ururu (紬屋 雨 Trừu Ốc Vũ) là một cô bé nhu mì có mái tóc đuôi sam và đôi mắt màu xanh tím luôn làm những công việc như quét dọn trong cửa hiệu Urahara  và cũng giúp đỡ Urahara trong việc rèn luyện Ichigo. Cô lớn hơn Jinta khoảng 3 tuổi. Vũ khí của cô là một khẩu đại bác nhiều nòng đeo trên vai có thể biến thành ống phóng tên lửa để đối phó với đối thủ mạnh mẽ . Sự nhu mì của Ururu thì hơi mâu thuẫn với khả năng chiến đấu của cô, khá là mơ hồ, nhưng cũng không phải là nhỏ (Urahara mơ hồ đề cập rằng khả năng chiến đấu của cô là ở mức độ "chống Shinigami"). Các cú đấm và đá của cô rất là mạnh và vượt xa khả năng của hầu hết các nhân vật . Cô cũng phản ứng một cách máy móc khi gặp phải Hollow hay bị thương. Trong khoản thời gian đó cô dường như có một cái nhìn khá đơn giản về đúng và sai; cô cho rằng những thứ làm hại người khác đều là kẻ thù và do đó phải bị tiêu diệt .
Trong anime, Ururu được lồng tiếng bởi Shitaya Noriko trong bản tiếng Nhật và Wendee Lee trong bản lồng tiếng Anh.

### Visored

Nhóm hình ảnh của Visoreds với Kurosaki Ichigo ở trung tâm. Các Visored, theo chiều kim đồng hồ từ trung tâm hàng đầu là: Shinji, Rose, Mashiro, Love, Hiyori, Lisa, Hachigen, và Kensei.

Visored (ヴァイザード Vaizādo, chữ Latin là Vizard) là các Shinigami có được sức mạnh của Hollow . Quá trình này được gọi là "Hollow hóa" (虚化 horō-ka), ngoại trừ Kurosaki Ichigo. Sōsuke Aizen tạo ra các Visored bằng phương pháp này . Để có thể sử dụng sức mạnh của Hollow thì Visored phải đeo mặt nạ của Hollow. Điều này cho phép họ tăng cường sức mạnh Shinigami của họ với sức mạnh của Hollow và có thể sử dụng một số khả năng của hollow như "cero". Khi đeo mặt nạ, họ sẽ tốn rất nhiều sức lực nên chỉ có thể đeo mặt nạ được trong một thời gian hạn hẹp và một khi mặt nạ bị vỡ vì hết thời gian thì các Visored gần như không còn khả năng chiến đấu. Visored không hề có bất kỳ loại hệ thống phân cấp nào, dường như là một hệ thống tổ chức lỏng lẻo . Trong khi cái tên của họ được viết trong manga bằng cách sử dụng chữ Hán có nghĩa là đội quân mặt nạ (仮面の軍勢 kamen no gunzei), thì trong tiếng Anh lại được phát âm là visored, một từ cổ có nghĩa là "mặt nạ". Trước đó bản dịch tiếng Anh đều sử dụng từ "Vizard", nhưng rồi thay vào đó có nghĩa là "mặt nạ" .

#### Love Aikawa
Love Aikawa (愛川 羅武(ラブ) Aikawa Rabu), biệt danh Ravu (ラヴ), là cựu đội trưởng của Đội 7 . Một người đàn ông to cao với tóc quăn nhọn, đeo kính mát và áo thể dục chạy bộ. Ông có vẻ rất thoải mái, thường đọc tạp chí Shōnen Jump hoặc một số manga khiêu dâm của Lisa trong thời gian rảnh rỗi.
Mặt nạ Holow của Aikawa được thiết kế theo kiểu mặt nạ Oni truyền thống của Nhật và cho phép ông bẻ đôi một Grande Menos chỉ với tay trần . Zanpakutō của ông là Tengumaru (天狗丸 nghĩa là tengu). Lệnh shikai của Tengumaru là Đè bẹp Xuống (打ち砕け uchikudake), biến nó thành một cây kanabō giống cây xương rồng màu đen, to gấp hai lần kích thước của chính ông và có khả năng điều khiển lửa.
Trong anime, Aikawa được lồng tiếng bởi Inada Tetsu trong bản tiếng Nhật  và Travis Willingham trong bản lồng tiếng Anh.

#### Hirako Shinji
Hirako Shinji (平子 真子 Bình Tử Chân Tử) là đội trưởng của Đội 5 và đội phó của anh là Aizen Sosuke. Anh không tin tưởng Aizen từ ngày đầu họ gặp nhau, và do đó đã cho Aizen làm đội phó để anh có thể để mắt tới. Vì Shinji không bao giờ giao tiếp với Aizen nên anh dễ dàng bị lừa bởi những hành động của Aizen, mà đỉnh cao là chuyển đổi chính mình thành Hollow. Anh cũng đã phát triển một mối quan hệ với Ichigo: khi được hỏi bởi Đại đội trưởng Yamamoto là anh thuộc phe nào, Shinji trả lời rằng mình không phải là người của Gotei 13 hay Aizen, nhưng là người của Ichigo. Cá tính của anh có phần hài hước, thỉng thoảng có chút gì đó không đứng đắng. Ông có vẻ như thích gây phiền nhiễu cho cộng sự của mình, Sarugaki Hiyori và thường nhận được một cái tát từ một trong những đôi dép của cô . Thiết kế ban đầu của Shinji có thể được nhìn thấy trong bìa nghệ thuật của chương đầu tiên, qua đó cho thấy anh đã được lên kế hoạch xuất hiện ngay từ ban đầu . Khoảng 17 tháng sau khi Aizen bị đánh bại, Shinji trở lại làm đội trưởng của Đội 5 một lần nữa.
Zanpakutō của Shinji được đặt tên là Sakanade (逆撫 nghĩa là Counter Stroke). Khi kích hoạt với lệnh Đổ sập (倒れろ taorero), 5 lỗ nhỏ sẽ xuất hiện theo chiều dài của lưỡi kiếm và một cái vòng lớn ở dưới cùng của cán kiếm. Khi quay, lưỡi kiếm sẽ thể tỏa ra mùi hương làm đảo ngược và đổi nhận thức thị giác của đối phương. Anh cũng thành thạo trong việc sử dụng sức mạnh của Hollow, bằng chứng là cú bắn cero của anh dễ dàng làm Grimmjow Jeagerjaques bị thương nặng. Mặt nạ Hollow của anh giống như mặt nạ của pharaoh .
Trong anime, Shinji được lồng tiếng bởi Onosaka Masaya trong bản tiếng Nhật và Roger Craig Smith trong bản lồng tiếng Anh .

#### Kuna Mashiro
Kuna Mashiro (白 Bạch) từng là đội phó của Đội 9 dưới quyền Kensei. Cô là một cô gái vô tư hay giận hờn khi liên quan đến những điều nhỏ nhặt nhất, chẳng hạn như Inoue Orihime kết bạn với Hachi hoặc khi Kensei kiên quyết đi cùng cấp dưới của mình vào trận chiến .
Từ đầu tới chân của cô mặc một bộ đồ màu trắng với một vài phụ kiện trên mái tóc xanh lá, gợi nhắc kiểu trang phục của các siêu anh hùng tokusatsu của truyền hình Nhật Bản vào cuối thập niên 1970, chẳng hạn như Kamen Rider. Cô thường gọi Ichigo là "Berry-tan" có nghĩa là "trái dâu tây" (hay "Berry Boy" trong manga tiếng Anh và "Carrot Top" trong anime) để trêu ghẹo màu tóc của Ichigo (ichigo trong tiếng Nhật có nghĩa là trái dâu).
Không giống như các Visoreds khác và Ichigo, những người đã phải trải qua một quá trình đào tạo để kiểm soát nhân cách Hollow của họ thì Mashiro có thể giữ hình dạng Hollow của mình trong vòng 15 tiếng ngay trong lần đầu tiên thuần phục nó. Sức mạnh Hollow của Mashiro cho cô sức mạnh đặc biệt về thể chất chẳng hạn như cô có thể dễ dàng chặt đầu một số Menos Grande và Hollow khổng lồ đi theo Wonderweiss Margera. Tuy nhiên, trong trận chiến với Wonderweiss Margera thì mặt nạ của cô bỗng tiêu tan trước khi hết giới hạn, buộc Kensei phải can thiệp. Mặt nạ Hollow của cô giống như châu chấu, một tham khảo khác đến Kamen Rider. Mashiro thích tham chiến bằng cách kết hợp sức mạnh thể chất và năng lượng Hollow của mình hơn là sử dụng zanpakutō mà đến nay cái tên vẫn còn chưa rõ.
Trong anime, Mashiro được lồng tiếng bởi Kanda Akemi trong bản tiếng Nhật  và Laura Bailey trong bản lồng tiếng Anh.

#### Muguruma Kensei
Muguruma Kensei (六車 拳西 Lục Xa Quyền Tây) là đội trưởng của Đội 9. Anh có một hình xăm số 69 trên bụng, được Hisagi Shūhei lấy cảm hứng bởi anh là người cứu Shuuhei khi còn nhỏ  và xỏ lỗ trên lông mày trái. So với những Visoreds khác thì anh là một nhân vật nghiêm túc hơn. Anh rất dễ bị kích thích, đặc biệt bởi Mashiro. Khoảng 17 tháng sau khi Aizen bị đánh bại, Kensei trở lại làm đội trưởng của Đội 9 một lần nữa.
Zanpakutō của Kensei được đặt tên là Tachikaze (断地風 Đoạn Địa Phong, nghĩa là earth-severing wind) và được kích hoạt với lệnh Thổi nó Đi (吹っ飛ばせ futtobase). Shikai của nó co lại thành hình dạng của một cây dao chiến đấu. Khi ở dạng này, Kensei có khả năng tạo và bắn năng lượng tâm linh từ lưỡi kiếm. Tachikaze cũng có thể điều khiển gió, được chứng minh khi Kensei sử dụng vài đường chém gió lên một Hollow, giết chết nó ngay lập tức . Mặt nạ Hollow của anh giống như một mặt nạ của người chơi khúc côn cầu trên băng, với một số khe hình chữ nhật. Bankai của Kensei là Tekken Tachikaze (鐡拳・断地風 Quyền Đoạn Địa Phong, nghĩa đen Nắm đấm Sắt Chia cắt Gió), biến con dao chiến đấu thành 2 lưỡi kiếm bằng đồng ở mỗi bàn tay được kết nối bởi một vật liệu giống như vải dài quấn xung quanh cánh tay của anh như băng gạt và hình thành một vòng cung nhỏ trên đầu. Khả năng của nó có vẻ là tăng thêm sức mạnh của Kensei, khi anh có thể để tạo ra một vụ nổ lớn khi tấn công Wonderweiss.
Trong anime, Kensei được lồng tiếng bởi Sugita Tomokazu trong bản tiếng Nhật và Dave Mallow trong bản lồng tiếng Anh .

#### Ōtoribashi Rōjūrō
Rōjūrō Otoribashi (鳳橋 楼十郎), thường được gọi là Rose (ローズ Rōzu), là cựu đội trưởng của Đội 3. Anh trở thành đội trưởng khoảng một năm trước Kisuke Urahara. Rose là một người nữ tính với mái tóc vàng dài, gợn sóng và mặc áo sơ mi. Anh rất có hứng thú với âm nhạc, vì anh nhiều lúc nói với Love về bài hát của những ca sĩ và từng được nhìn thấy là chơi hoặc điều chỉnh guitar trong vài tình huống. Rose cũng khá là bình tĩnh và tỏ ra rất thông thái hơn hẳn những người khác trong nhóm, mặc dù hay nổi nóng khi Love thường làm mất hứng đọc manga của anh . Mặt nạ Hollow của anh có hình mỏ chim nhô ra. Khoảng 17 tháng sau khi Aizen bị đánh bại, Rose trở lại làm đội trưởng của Đội 3 một lần nữa.
Zanpakutō của Rose là Kinshara (金沙羅 nghĩa là shala vàng). Kích hoạt với lệnh Chơi (奏でろ kanadero), Kinshara biến thành một cây doi vàng với một bông hoa ở trên đầu; khả năng đặc biệt của nó là Kinshara Sōkyoku Dai Jūichiban - Izayoi Bara (金沙羅奏曲第十一番・十六夜薔薇 nghĩa là "Shala vàng thứ Mười một - Hoa hồng Mặt Trăng Mười sáu này"), tạo ra một cơn lốc âm thanh dội lại hoạt động như sóng xung kích, phá hủy tất cả mọi thứ trong một khu vực lớn.
Trong anime, Otoribashi được lồng tiếng bởi Kashii Shouto trong bản tiếng Nhật  và Christopher Corey Smith trong bản lồng tiếng Anh.

#### Sarugaki Hiyori
Sarugaki Hiyori (猿柿 ひよ里) là cựu đội phó của Đội 12 dưới trướng đội trưởng Hikifune Kirio|Hikifune Kirio và sau đó là Kisuke Urahara. Cô xem Hikifune là mẹ, ban đầu từ chối chấp nhận việc Urahara thay thế bà. Một cô gái nhỏ con tóc vàng với tính khí cộc cằn và mang xu hướng bạo lực , mặc bộ đồ thể thao màu đỏ. Cô luôn bắt nạt Shinji từ khi cô còn là Shinigami, mặc dù anh có chức vụ cao hơn , thường là lấy dép tát vào mặt hoặc sử dụng anh như là một tấm chắn khi cần thiết.
Mặt nạ Hollow của cô có hình dạng như một con tê giác và có các dấu hiệu hình kim cương trên lông mày. Zanpakuto của cô là Kubikiri Orochi (馘大蛇 nghĩa là "con rắn bị chặt đầu") và được phát hành với lệnh "Cắt sạch" (ぶっ手切れ  buttegire). Thời gian để cô thuần phục hình dạng Hollow trong người mình là lâu hơn so với Visoreds khác.
Trong anime, Hiyori được lồng tiếng bởi Takagi Reiko trong bản tiếng Nhật và Mela Lee và Laura Bailey (từ tập 206) trong bản lồng tiếng Anh 

#### Ushōda Hachigen
Ushōda Hachigen (有昭田 鉢玄 Hữu Chiêu Điền Bát Huyền) thường được gọi là Hachi (ハッチ Hatchi), là người to con nhất trong nhóm. Ông nguyên là Đội phó Kidō (副鬼道長 Fuku Kidōchō) của Kidō Corps dưới trướng của Tsukabishi Tessai, do đó là người giỏi sử dụng thuật trói đối phương của phép kidō và phụ trách tạo ra vòng bảo vệ cho các Visoreds. Ông giúp Soifon chống lại Barragan và bị mất một cánh tay nhưng cuối cùng đã đánh bại được "Thần của Hueco Mundo".
Ông có khả sử dụng bakudō lên đến mức 99 mà không cần đọc câu thần chú của nó. Năng lực của ông khá tương tự với năng lực của Inoue Orihime, và là người duy nhất đã khôi phục Tsubaki mà Orihime không thể làm được. Mặc cho kích thước không bình thường của mình, Hachi thực sự rất tốt bụng và dịu dàng, và có vẻ như thích làm bạn đồng hành với Orihime. Mặt nạ Hollow của ông giống mặt nạ của một bộ lạc người Mỹ bản xứ . Ông được nhìn thấy là mang một zanpakuto bọc ở bên phải vòng bảo vệ của mình trước khi đối đầu với một đám Gillian tuy sức mạnh của nó là không rõ.
Trong anime, Hachigen được lồng tiếng bởi Nagasako Takashi trong bản tiếng Nhật  và Joe Ochman trong bản lồng tiếng Anh.

#### Yadōmaru Lisa
Yadōmaru Lisa (矢胴丸 リサ chữ Latin là Risa Yadōmaru trong các phương tiện truyền thông Nhật Bản) là cựu đội phó của Đội 8 dưới trướng Kyōraku Shunsui. Một cô gái với cặp kính và mái tóc dài màu đen được bện lại với trang phục theo kiểu seifuku, khác với kiểu cách hơi phương Tây của đồng phục của học sinh nữ trường trung học Karakura. Cô rất dễ nổi cáu và thích đọc manga khiêu dâm và trong bản dịch tiếng Anh được chỉnh sửa thành "tạp chí áo tắm". Cô cũng rất tò mò, và sẽ theo dõi các cuộc họp của đội trưởng trong thời gian ở Soul Society. Khi còn là đội phó của Gotei 13, hàng tháng cô hay đọc sách cho Nanao Ise, người sau này kế nhiệm cô .
Mặt nạ Hollow của cô giống như mũ trụ của hiệp sĩ với một hình chữ thập ở giữa. Zanpakutō của cô được gọi là Haguro Tonbo (鉄漿蜻蛉 nghĩa là "chuồn chuồn sắt"). Kích hoạt với lệnh "Đập bể" (潰せ tsubuse), nó trở thành một con dao guan với lưỡi hình quạt và quả cầu lớn ở phía đối diện.
Trong anime, Lisa được lồng tiếng bởi Kanako Hatori trong bản tiếng Nhật và Tara Platt trong bản lồng tiếng Anh.

## Nhân vật khác

### Linh hồn cải tạo

Noba, Kurōdo, và Lirin với Urahara Kisuke

Linh hồn cải tạo (改造魂魄 kaizō konpaku) là những linh hồn nhân tạo được tạo ra bởi các nhà nghiên cứu Soul Society một khoảng thời gian trước khi cốt truyện của Bleach bắt đầu. Họ được tạo ra bằng cách tái tạo xác chết của con người để chiến đấu với Hollow, nhưng điều này được cho là vô đạo đức và được lệnh phải bị tiêu huỷ. Bốn modified souls đã được giới thiệu trong Bleach cho đến nay, đều được cứu thoát khỏi sự hủy diệt bởi Urahara. Tất cả được tăng cường tốc độ và sức mạnh khi so sánh với người bình thường, và thường là khả năng đặc biệt là thứ để phân biệt họ . Mỗi người thường sinh sống trong một con thú nhồi bông với các khả năng được giữ nguyên (mặc dù được thu nhỏ lại để phù hợp với kích thước của họ). Ba modified souls được giới thiệu trong chương Bount của anime cũng có một gigai (義骸), một cơ thể con người tổng hợp mà họ có thể sử dụng để tránh sự chú ý

##### Kon
Kon (コン) là modsoul đầu tiên xuất hiện trong Bleach. Anh chủ yếu phục vụ như một nhân vật hài hước, ít khi nhận được sự tôn trọng và hay bị coi thường bởi các nhân vật khác. Điều này không hẳn là một sự bất công đối với Kon bởi vì bản tính của anh là khá biến thái; Kon hay bị cuốn hút bởi các cô gái với bộ ngực lớn (và cuốn hút bởi Rukia bất chấp những thiếu thốn của cô về các đặc điểm trên bởi vì anh tin rằng cô đã sống mình) và khi cư trú trong cơ thể của người khác, anh thường dành thời gian của mình để nhìn bên dưới váy áo của phụ nữ vì "nó sẽ không làm hỏng danh tiếng [của anh]" . Tuy nhiên, từ đầu anh cũng có một nhân cách nghiêm túc hơn nhiều, tin rằng một cuộc sống không nên dựa vào mục đích sau khi anh chứng kiến sự hủy diệt của các modsoul khác. Sở trường của Kon nằm ở đôi chân của mình và do đó anh có thể chạy nhanh và nhảy cao hơn bất kỳ con người bình thường nào, ngay cả trong hình dạng thú nhồi bông. Anh thường sinh sống trong một con sư tử nhồi bông mà anh rất thích, thường hay đề cập đến nó như là "cơ thể khêu gợi" của mình. Kon cũng hay sinh sống trong cơ thể của Kurosaki Ichigo khi Ichigo đi vắng, đóng giả Ichigo để gia đình của anh không nhớ anh . Mặc dù Kon chỉ xuất hiện rải rác trong cốt truyện của Bleach, anh thường xuyên là chủ và/hoặc là ngôi sao trong các tập omake đặc biệt, tự xưng là linh vật của truyện.
Trong anime, Kon được lồng tiếng bởi Mitsuaki Madono (Tite Kubo trong OVA Memories in the Rain) trong bản tiếng Nhật và Quinton Flynn trong bản lồng tiếng Anh .

##### Kurōdo
Kurōdo (蔵人) là một modsoul hơi nhát gan và rất sợ rắn. Khả năng đặc biệt của ông là thay đổi hình dạng và có thể sao chép được khả năng của người khác (mặc dù không thể tái tạo những tiềm năng của chúng). Gigai của Kurōdo là một người đàn ông đeo kính với hai màu tóc và râu mép (đen bên phải và vàng bên trái), ăn mặc như chủ một rạp xiếc với một chiếc mũ màu xám đỉnh cao, cà vạc và áo màu sặc sỡ cũng như ủng màu nâu tối. Ông cũng như Kon, rất mê gái và cảm thấy thật hạnh phúc khi ở cạnh với một người phụ nữ đẹp như Inoue Orihime còn Rukia rất thích ông vì hình dạng thú nhồi bông của ông là con thỏ Chappy.
Kurōdo được lồng tiếng bởi Tobita Nobuo trong bản tiếng Nhật và Michael McConnohie trong bản lồng tiếng Anh.

##### Noba
Noba (之芭 Chi Ba) khá ít nói và chỉ nói lên vài câu đơn giản. Anh khá nhút nhát, giấu khuôn mặt của mình khi không muốn cho người khác thấy cảm xúc của mình. Tuy vậy, anh có phần nào đó là một chuyên gia phân tích và nhà chiến lược. Khả năng của anh là dịch chuyển tức thời anh hay những người khác tới những nơi mà anh biết. Anh cũng có thể tạo ra hố giun để chuyển hướng tấn công tầm xa, cả về vật chất và năng lượng, trở lại kẻ thù. Hình dạng thú nhồi bông của anh là con rùa nhân hóa mặc quần màu xám và một chiếc áo xù màu trắng với cà vạt nơ đỏ; khi ở trong hình dạng này anh chỉ có thể dịch chuyển một khoảng cách là 2 mét.
. Hình dạng gigai của anh là một thanh niên có mái tóc đỏ và mắt xanh với trang phục ninja: áo lông thú với một lá chắn trên lưng và mặt nạ có khóa kéo.
Noba được lồng tiếng bởi Sugita Tomokazu trong bản tiếng Nhật và Roger Craig Smith trong bản tiếng Anh.

##### Ririn
Ririn (りりん Lirin trong lồng tiếng Anh) là trưởng nhóm của bộ ba modified souls trong chương Bount của anime. Mặc dù lúc đầu, Ririn khá nhỏ mọn và kiêu căng và ban đầu không thích Ichigo. Có lúc cô thực sự quan tâm cho những người khác, cuối cùng thích Ichigo và đặt mình vào tình huống nguy hiểm để bảo vệ anh. Cô thường coi Kon thấp kém dẫn đến những cuộc tranh cãi thường xuyên giữa hai người. Khả năng đặc biệt của cô là tạo ra ảo ảnh và có thể cảm nhận sự hiện diện của Bount cùng với búp bê của họ. Hình dạng thú nhồi bông của cô là một con chim anthropomorphic mặc áo khoác màu xanh và ủng; thế nhưng cô cũng không thích thú nhồi bông cho lắm và nói rằng mình không thể chuyển sang hình dạng khác. Gigai của cô là một cô bé nhỏ nhắn với mái tóc ngắn màu vàng, đeo khăn choàng màu hồng và ủng màu đỏ.
Ririn được lồng tiếng bởi Kakazu Yumi trong bản tiếng Nhật và Julie Ann Taylor trong bản lồng tiếng Anh.

##### Kujō Nozomi
Kujō Nozomi (九条 望実 Nozomi Kujō, Cửu Điều Vọng Thực) là Mod Soul đã trốn thoát khỏi Soul Society và là mục tiệu của Inaba Kagerōza. Cô thực ra là kết quả của Dự án Spearhead, thí nghiệm đã tạo ra Mod-Soul đầu tiên dựa trên hình ảnh của Ōko Yushima. Tuy nhiên, Soul Mod bị chia thành hai: Một nửa trở thành Nozomi thể hiện sự kiềm chế của Yushima trong khi Inaba nuôi mối hận thù người sáng tạo của họ với Soul Society. Xuất hiện ở Karakura trong khi né tránh các Reigai, Mod-Soul nhân bản dựa trên Shinigami được tạo ra bởi Inaba, Nozomi được tìm thấy bởi Kon và kết bạn với Ichigo và bạn bè khi họ bảo vệ cô ấy. Trong quá trình đó, cô bắt đầu cởi mở hơn trong khi kích hoạt được zanpakutō của riêng mình là Arazome Shigure (退紅時雨 Faded Scarlet Late Autumn Shower) vốn có thể hấp thụ áp lực tinh thần ở trạng thái kích hoạt của nó. Cuối cùng, Nozomi bị bắt và Inaba hấp thụ cô để trở thành hình thức dự định của Reigai theo hình ảnh của Yushima. Tuy vậy ý thức của Nozomi vẫn chống lại Yushima khi hắn tấn giao tranh với bạn bè của cô. Mặc dù tách được ra khỏi Yushima, Nozomi chết bởi những vết thương cô gây ra cho Yushima trong khi vẫn còn là một phần của hắn.
Nozomi được lồng tiếng bởi Kanemoto Hisako và chỉ xuất hiện trong anime.

### Gia đình Kurosaki
Nhân vật chính của Bleach, Kurosaki Ichigo, sống cùng với gia đình là những người sở hữu và làm việc tại một phòng khám y tế của Thị trấn Karakura.

##### Kurosaki Isshin
Kurosaki Isshin (黒崎 一心 Hắc Khí Nhất Tâm) là cha của Ichigo. Ban đầu Isshin được mô tả là một người cha ngốc nghếch, thích đánh nhau luôn biết quan tâm đến những gì con cái của mình đang làm. Ông thể hiện tình yêu thương đó bằng cách tấn công hoặc làm các động thái vui mừng quá trớn dẫn đến các hành động hài hước từ những người con, thường dưới hình thức của một cú đá . Cốt truyện của Bleach sau đó tiết lộ rằng ông từng là một Shinigami cấp đội trưởng, người lấy lại sức mạnh của mình sau khi 20 năm để có thể trả thù cho cái chết của người vợ của mình bằng cách giết chết Grand Fisher. Ông có vẻ ý thức được các hoạt động trong cộng đồng tâm linh, chẳng hạn như hành động của Sosuke Aizen và việc Ichigo trở thành một Shinigami . Ông sau đó xuất hiện trong Thị trấn Karakura để hỗ trợ Ichigo trong trận chiến chống lại Aizen. Isshin, giống như Ichigo, có kỹ thuật zanpakutō tên Getsuga Tensho, nhưng zanpakutō của ông được đặt tên là Engetsu (剡月 Diệm Nguyệt). Isshin được lên kế hoạch là một Shinigami từ khi Kubo tạo ra chương 1 của Bleach, nhưng vị trí của ông trong Soul Society đến sau này khi khái niệm về cấp bậc của Shinigami được tạo ra . Isshin mạnh mẽ như là một đội trưởng (nếu không hơn), khi ông có thể chế ngự Aizen trong chiến đấu, thậm chí có thể đánh bay Aizen với một lực được tạo ra bằng cách búng ngón tay.
Trong anime, Isshin được lồng tiếng bởi Morikawa Toshiyuki trong bản tiếng Nhật và Patrick Seitz trong bản lồng tiếng Anh.

#### Kurosaki Masaki
Kurosaki Masaki (黒崎 真咲 Kurosaki Masaki) là vợ của Shiba Isshin và là mẹ của Ichigo, Karin, Yuzu. Bà là Quincy mang dòng máu thuần chủng cuối cùng của nhà Kurosaki và có hôn ước với Ishida Ryūke của nhà Ishida. Masaki đã phá luật không được giúp đỡ các tử thần của Quincy và giúp Isshin đánh bại con Hollow trắng, nhưng không may bà nhiễm máu Hollow và bị Hollow hoá. Isshin đã hi sinh sức mạnh tử thần của mình để phong ấn con Hollow trong cơ thể Masaki. Sau khi tốt nghiệp trung học, bà rời khỏi nhà Ishida và chuyển đến sống cùng Isshin, rồi sinh ra Ichigo, Karin, Yuzu. Chín năm trước bà và Ichigo bị Howllow tên Grand Fisher tấn công, bà sử dụng "Blut Vene" để tiêu diệt nó. Không may là kĩ thuật đó dã không được kích hoạt do Masaki bị mất sức mạnh Quincy - ảnh hưởng từ cuộc tuyển chọn Auswählen của Yhwach. Bà bị thương năng và qua đời.

##### Kurosaki Karin và Kurosaki Yuzu
Hai em gái sinh đôi của Ichigo là Kurosaki Karin (黒崎 夏梨 Kurosaki Karin, Hắc Khí Hạ Lê) và Kurosaki Yuzu (黒崎 遊子 Yuzu Kurosaki, Hắc Khí Du Tử) . Cả hai đều sinh ra vào ngày 5 tháng 6; Karin thường hoài nghi và châm biếm, cũng như quyết đoán và mạnh mẽ hơn Yuzu. Giống như Ichigo, Karin có nhận thức về tâm linh, mặc dù ban đầu cô chọn không để ý đến những linh hồn mình nhìn thấy . Cô nhận thức được sức mạnh tử thầncủa Ichigo, và nói với anh điều này, nhưng Ichigo cố gắng hành động như thể anh không hiểu những gì Karin nói trước khi rời khỏi cơ thể của mình trong sự chăm sóc của cô khi Arrancar tấn công . Yuzu thì ăn nói nhỏ nhẹ, đồng cảm và cảm xúc hơn so với Karin. Cô chăm sóc việc nhà, chẳng hạn như nấu ăn và làm sạch không gian sống hàng ngày. Cô có một tình cảm sâu sắc đối với Kon (người mà cô không biết là còn sống), gọi anh là "Bostov" . Yuzu có mức độ về tâm linh kém, chỉ có thể nhìn thấy các linh hồn mờ mờ . Không như Karin, cô công khai hiển thị sự yêu mến của mình cho Ichigo, thường khóc khi anh xa nhà và lo lắng khi Isshin tấn công Ichigo.
Trong anime, Karin được lồng tiếng bởi Kugimiya Rie trong bản tiếng Nhật và Kate Higgins trong bản lồng tiếng Anh trong khi Yuzu được lồng tiếng bởi Sakuragawa Tomoe trong bản tiếng Nhật và Janice Kawaye trong bản lồng tiếng Anh.

### Thị trấn Karakura

##### Asano Keigo
Asano Keigo (浅野 啓吾 Thiển Dã Khải Ngo) là bạn cùng lớp với Ichigo Kurosaki. Anh là một nhân vật cực kỳ hiếu động và thường sử dụng động tác, từ ngữ quá kịch tính để bộc lộ cảm xúc của mình. Do vậy nhân vật này hoạt động như một đối nghịch với người bạn bình tĩnh Kōjima Mizuiro. Keigo xuất hiện là một nhân vật nông cạn ở cái nhìn đầu tiên với niềm đam mê hay bỏ học. Anh ta tự hào cho thứ hạng thấp của mình và gọi những ai hơn hạng của mình là "kẻ phản bội" (trong đó có Ichigo và Chad) . Cũng như nhiều bạn bè của Ichigo, anh cũng có được năng lực để nhìn thấy linh hồn mặc dù anh thường bác bỏ những điều đặc biệt mà anh nhìn thấy là chương trình TV. Anh cũng hiển thị một khả năng đặc biệt, ngăn chặn một đòn tấn công của Matsumoto Rangiku. Cha mẹ của anh chưa bao giờ xuất hiện nhưng Keigo có người chị tên là Mizuho (瑞穂) .

Kojima Mizuiro và Asano Keigo.

Trong anime, Keigo được lồng tiếng bởi Konishi Katsuyuki trong bản tiếng Nhật và Yuri Lowenthal trong bản lồng tiếng Anh .

##### Kōjima Mizuiro
Kōjima Mizuiro (小島 水色 Tiểu Đảo Thủy Sắc) là bạn học của Ichigo. Do có một khuôn mặt trẻ con và ăn nói cực kì lịch sự nên rất được yêu mến bởi những người phụ nữ lớn tuổi. Anh thể hiện được sự nhận thức về tâm linh, nhưng vẫn chưa hiển thị bất kỳ khả năng độc đáo nào. Trong một chương omake của Bleach, Mizuiro được tiết lộ vì là có vài người bạn rất thân trước khi bước vào trường trung học.
Trong anime, Mizuiro được lồng tiếng bởi Jun Fukuyama trong bản tiếng Nhật và Tom Fahn trong bản lồng tiếng Anh.

##### Arisawa Tatsuki
Arisawa Tatsuki (有沢 竜貴 Hữu Trạch Long Quý) là một người bạn của Ichigo và rất thân với Inoune Orihime. Cô quen biết cả hai kể từ khi còn nhỏ, tha cho Ichigo trong các lớp học karate của họ và bảo vệ Orihime bất cứ khi nào có ai làm phiền cô . Tatsuki rất mạnh mẽ, hiển thị vài đặc điểm nữ tính và thậm chí xếp hạng như là học sinh thứ 2 mạnh nhất trong nhóm tuổi của mình ở Nhật Bản, mặc dù bị gãy một tay trong suốt giải đấu. Ngoài việc có được nhận thức về tâm linh, Tatsuki có thể cảm nhận Orihime từ bất cứ đâu, ngay cả trên các chiều không gian; cô có thể cảm nhận Orihime khi cô đi đến Soul Society nhưng không thể cảm nhận sự hiện diện của Orihime sau khi cô ấy được đưa đến Hueco Mundo .
Trong anime, Tatsuki được lồng tiếng bởi Noda Junko trong bản tiếng Nhật và Wendee Lee trong bản lồng tiếng Anh.

### Dòng họ Shiba

#### Shiba Kūkaku
Shiba Kūkaku (志波 空鶴 (Chí Ba Không Hạc) Kūkaku Shiba) là một chuyên gia pháo hoa và chị của Ganju. Cô sống với gia đình trong một ngôi nhà được thiết kế một cách khoa trương và kì cục (được cô thay đổi lẫn trong thiết kế và vị trí) ở vùng ngoại ô của Soul Society. Cô mất cánh tay phải nhưng trong anime được thay thế bằng tay giả . Kūkaku là người đứng đầu của gia đình Shiba, một gia tộc mất vị trí quý tộc sau khi anh trai cô, Shiba Kaien, qua đời. Bởi vì họ chỉ biết rằng Kaien đã bị giết bởi một Shinigami, cả Kūkaku và Ganju không tin cậy Shinigami khi lần đầu tiên được giới thiệu. Sau khi người giết Kaien, Kuchiki Rukia, giải thích cách anh qua đời và xin lỗi, cả hai chị em Shibas đã thay đổi . Kūkaku dường như có một mối quan hệ với Cửa hàng Urahara, quen biết Shihōin Yoruichi và tuyên bố là đã làm việc với Urahara Kisuke trong quá khứ. Cô có thể thực hiện phép thuật kido cao cấp, và mang một thanh kodachi gắn chặt xung quanh phần còn lại của cánh tay phải . Sau cuộc tấn công của Vandenreich, cô giúp Ichigo và Bonze trở lại Cung điện Hoàng gia. Cô nói rằng họ phải cho Ichigo đi đến lâu đài ngay cả khi điều này làm buồn người "chú" đó.
Trong anime, Kūkaku được lồng tiếng bởi Hiramatsu Akiko trong bản tiếng Nhật và Cindy Robinson trong bản lồng tiếng Anh.

#### Shiba Ganju
Shiba Ganju (志波 岩鷲 (Chí Ba Nham Thứu) Ganju Shiba) là em trai của Kūkaku và là thủ lĩnh của một băng nhóm cưỡi lợn. Ganju sở hữu một tính khí nóng nảy và một cái tôi mạnh mẽ, mặc dù anh đôi lúc cũng mềm yếu, dễ dàng bị sợ hãi bởi chị gái của mình . Anh và chị ban đầu ghét Shinigami do cái chết của anh trai, Kaien, mặc dù sau khi tương tác với Kurosaki Ichigo, anh đã vượt qua được điều này . Ganju không phải là đặc biệt hấp dẫn, một cái gì đó đã trở thành một câu truyện hài trong Bleach.
Anh có một con dao găm giống như một con dao thái thịt hoặc một đại đao của Trung Quốc, mặc dù kỹ năng của anh có giới hạn và anh thay vào đó dựa vào kho vũ khí về pháo hoa và phép thuật đất của mình. Phép thuật đất của Ganju dường như không hoạt động trên nguyên tắc của phép kido thông thường của Shinigami: một kỹ thuật mà Ganju sử dụng có thể biến bất cứ cứ bề mặt nào thành cát hoặc cát lún, hữu ích khi tạo ra lỗ hổng trong các bức tường để thoát khỏi sự đeo bám . Mãi về sau, anh xuất hiện sau cuộc tấn công của Vandenreich và đang được đào tạo với Ginjo Kugo, Kutsuzawa Giriko, và Tsukishima Shūkurō.
Trong anime, Ganju được lồng tiếng bởi Takagi Wataru trong bản tiếng Nhật và Kyle Hebert trong bản lồng tiếng Anh.

### Quincy
Quincy (滅却師(クインシー) Kuinshī) là một bộ tộc con người mà trong nhiều thế kỷ đã trở nên có nhận thức về tâm linh. Trong quá trình đó họ tạo ra sức mạnh tâm linh của riêng họ, phổ biến nhất là thay đổi hình dáng các hạt tâm linh thành cung và mũi tên, nhưng cũng có thể chuyển thành kiếm hoặc chất nổ. Quincy sử dụng sức mạnh của mình để chống lại các Hollow, bảo vệ các cư dân của thế giới con người với tỷ lệ thành công lớn hơn các Shinigami. Không như tử thần, những người thanh tẩy linh hồn của Hollow để cho phép chúng nghỉ ngơi trong thanh bình, Quincy lại phá hủy chúng. Điều này tạo ra sự mất cân bằng giữa các thế giới của sự sống và cái chết, đe dọa phá hủy vũ trụ. Để ngăn chặn điều này, các Shinigami gần như tiêu diệt Quincy, chỉ để lại hai Quincy còn sống trong cốt truyện hiện tại của Bleach và tạo ra một tình trạng thù địch rất lớn giữa hai nhóm. Tite Kubo tạo ra các Quincy như là đối thủ của Shinigami với vũ khí tầm xa tương tự với zanpakuto tiêu chuẩn của Shinigami và quần áo màu trắng như là một đối ngược với đồng phục màu đen của Shinigami. Tên của họ bắt nguồn từ biểu tượng của họ, một ngôi sao năm cánh, và các "tiền tố" Quin, có nghĩa là "năm", cũng như ý thích của Kubo cho cụm từ "cung thủ Quincy" . Ban đầu ngoài Ishida Tuy nhiên, với sự xuất hiện của các Vandenreich, có vẻ như nhiều Quincy hơn đã sống sót nạn diệt chủng so với suy nghĩ trước đây.

#### Ishida Ryūken
Ishida Ryūken (石田 竜弦 Ryūken Ishida hoặc Thạch Điền Long Huyền) và con của ông là Ishida Uryū. Ryūken được miêu tả như là một Quincy cay đắng và lạnh lùng đã từ bỏ các Quincy khác, tin rằng họ đã lãng phí thời gian đào tạo khả năng. Tuy nhiên, ông sớm được phát hiện ra là cực kỳ mạnh mẽ (như ông chỉ cần một cú bắn để phá hủy Menos trong khi bảo vệ con trai mình, gợi ý rằng ông có thể là đối thủ hoặc vượt quá sức mạnh của một đội trưởng tử thần) và sở hữu rất nhiều các hiện vật bị mất hoặc bị đánh cắp từ các Quincy (một số vũ khí mới hiện đang sử dụng bởi Ishida là được anh "vay mượn" từ Ryūken). Ryūken, giống như con trai ông, cũng có quan hệ với một tử thần(ông được thể hiện là có quen biết/bạn bè với Kurosaki Isshin .

#### Ishida Sōken
Ishida Sōken (石田 宗弦 Sōken Ishida hoặc Thạch Điền Tông Huyền) là cha đẻ của Ryūken và ông của Ishida Uryū. Ông đã đào tạo Ishida Uryū trong suốt tuổi thơ của anh và trở thành thầy trong tiến trình đó. Sōken cố gắng hòa giải với tử thầnbằng cách ủng hộ một hệ thống mới đáp ứng các cuộc tấn công của Hollow. Đề nghị của ông không bao giờ được chấp nhận, và ông cuối cùng đã bị giết trong một cuộc tấn công của Hollow do già cả (với Kurotsuchi Mayuri phải chịu trách nhiệm vì đã không gửi Shinigami đến để cứu ông) .

#### Katagiri Kanae
Katagiri Kanae (片桐 叶絵 Katagiri Kanae) là vợ của Ishida Ryūken và là mẹ của Ishida Uryū. Bà trước đây là maid trong nhà Ishida, bà theo phục vụ và là bạn của Ryūken từ khi cả hai còn nhỏ. Bà rất quan tâm và có tình cảm với Ryūken, bà đã an ủi và ở bên Ryūken khi việc của Masaki xảy ra. Sau này bà cưới Ryūken và sinh ra Uryū. Bà mất ba tháng sau cuộc tuyển chọn Auswählen vào chín năm về trước, do Kitagiri là một Quincy không thuần chủng mang trong mình dòng máu lai.

## Hàng hóa
Một số loại hàng hóa đã được sản xuất dựa trên chân dung các nhân vật của Bleach. Các mặt hàng này bao gồm bản sao của các zanpakutō, mặt nạ Hollow cũng như quần áo Shinigami cho cosplay . Các hàng hóa khác bao gồm các nhân vật chiến đấu, búo bê và dây chìa khóa . Các nhân vật cũng được đặc trưng trên các thẻ bài của Bleach với các khả năng khác nhau tùy thuộc vào nhân vật xuất hiện trong thẻ  Ở Nhật Bản, đã có các bài nhạc được phát hành trong đó có các diễn viên lồng tiếng từ anime thực hiện các bài hát liên quan đến các nhân vật của họ.. Hầu hết các nhân vật cũng được đặc trưng trong các video game liên quan tới Bleach, với hầu hết trong số đó là trò chơi đối kháng .

## Đánh giá
Các nhân vật trong Bleach nhận được khen ngợi và chỉ trích từ một số nhà phê bình. Anime News Network đã lưu ý họ là tương đối theo khuôn mẫu, nhưng với đặc điểm làm cho họ nhìn "đặc biệt" là các tương tác mà họ có cũng như các diễn biến lớn và các nhân vật phụ . Họ cũng được đánh giá cao vì có thái độ tràn đầy sưc sống và cách thức chiến đấu đặc biệt. Trong khi họ nhận xét Ichigo là "gần như là nhân vật chống-anh hùng tiêu biểu", họ nói rằng anh chỉ là một người bình thường với một quá khứ bi thảm làm cho anh ta dễ được mến mộ bởi người hâm mộ . Họ cũng ca ngợi tác phẩm nghệ thuật mà Tite Kubo cung cấp cho các nhân vật quần áo và cố gắng cải thiện chúng bởi thành viên làm anime . Mania Entertainment đồng ý với việc ca ngợi nghệ thuật của manga và lưu ý rằng "các nhân vật đều có cá tính và lạ lùng trong tất cả các mô tả trong các mẫu thiết kế". Họ cũng đã ca ngợi sự phát triển của nhân vật Renji, trước khi bị đánh bại bởi Ichigo, anh đã yêu cầu Ichigo cứu Rukia, trong khi ở lần đầu tiên xuất hiện anh lại bạo lực và cộc cằn . IGN cũng đồng ý và nói rằng số lượng lớn các cốt truyện xảy ra trong mỗi nhân vật làm cho Bleach "là một ví dụ về shounen manga chiến đấu". Tuy nhiên, nhà phê bình cũng nhận xét rằng thật khó để đánh giá Bleach là khá nghiêm túc khi một trong các arrancar được gọi là Grimmjow Jeagerjacquez trong manga . Wizard Universe cũng ca ngợi Ichigo là anh hùng hay nhất của năm 2007, nhận xét rằng lý do duy nhất khiến anh không giống như tất cả các "nhân vật Shonen" khác là anh chỉ muốn cứu bạn bè của mình, không phải vì cố gắng hành động như một anh hùng .
IGN cũng nói thêm rằng trong khi một số màn chiến đấu được kéo dài qua nhiều chương, chúng rất dễ dàng tận hưởng do khả năng của các nhân vật và nghệ thuật từ Kubo . Trong một đánh giá khác, comicbookbincom nói rằng các nhân vật Bleach có xu hướng tránh các mục đích hành động rõ ràng, tạo cho Bleach yếu tố không thể đoán trước . Tite Kubo đã được ca ngợi bởi comicbookbin.com là đã tạo một "dense multi-layered narrative housing a mob of characters". Họ nhận xét việc mỗi nhân vật từ truyện có câu chuyện phụ làm cho người đọc khó nhớ mặc dù điều này đã làm cho họ phức tạp hơn . Trong một đánh giá từ vol 20, họ ghi nhận việc Kubo biến chiến đấu thành "võ thuật và sử thi tưởng tượng nối tiếp ", so sánh chúng với các chiến đấu từ các bộ phim nổi tiếng như Ma trận và ca ngợi các cảnh đó được vẽ khá tốt . Anime News Network cũng nói thêm rằng những diễn viên lồng tiếng Anh của các nhân vật cũng giỏi như các diễn viên lồng tiếng của Nhật .